# Strata 'a foglia

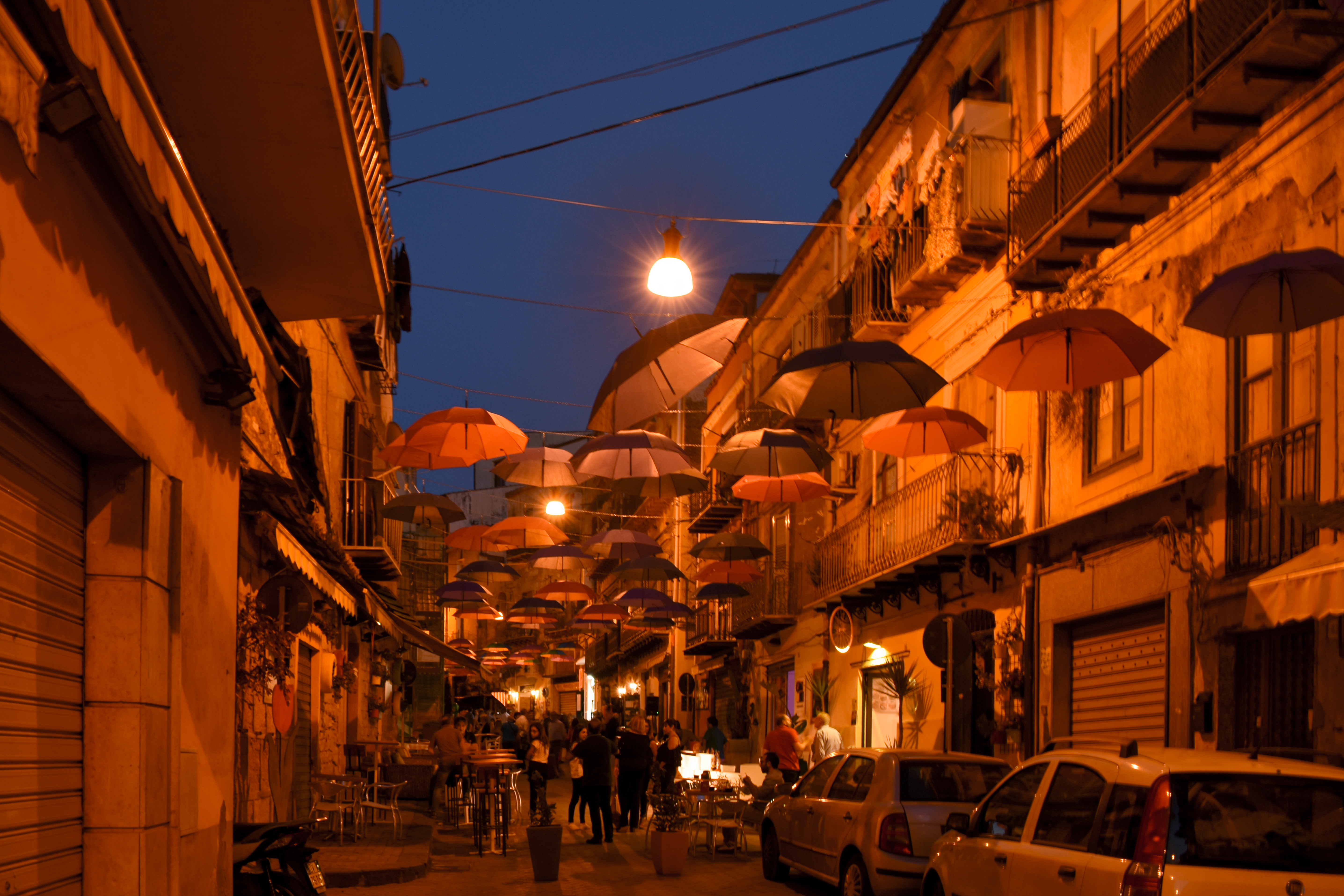
Strata 'a foglia notturna

Il mercato della Strata ‘a Foglia a Caltanissetta è uno storico mercato ortofrutticolo che risale al 1500.
Si estende lungo l'intera via Consultore Benintende, parallelamente a Corso Vittorio Emanuele II e Viale Conte Testasecca.

## Nome
Il nome deriva dalla parola Fogghia, ovvero una tassa applicata dai cosiddetti fogliamari per la vendita delle verdure dei campi. Il mercato era infatti inizialmente destinato a riunire i raccoglitori di erbe selvatiche amare, storicamente presenti nel territorio del comune di Caltanissetta.. Successivamente divenne un mercato per la vendita del pesce, della frutta e della verdura. 

## Storia

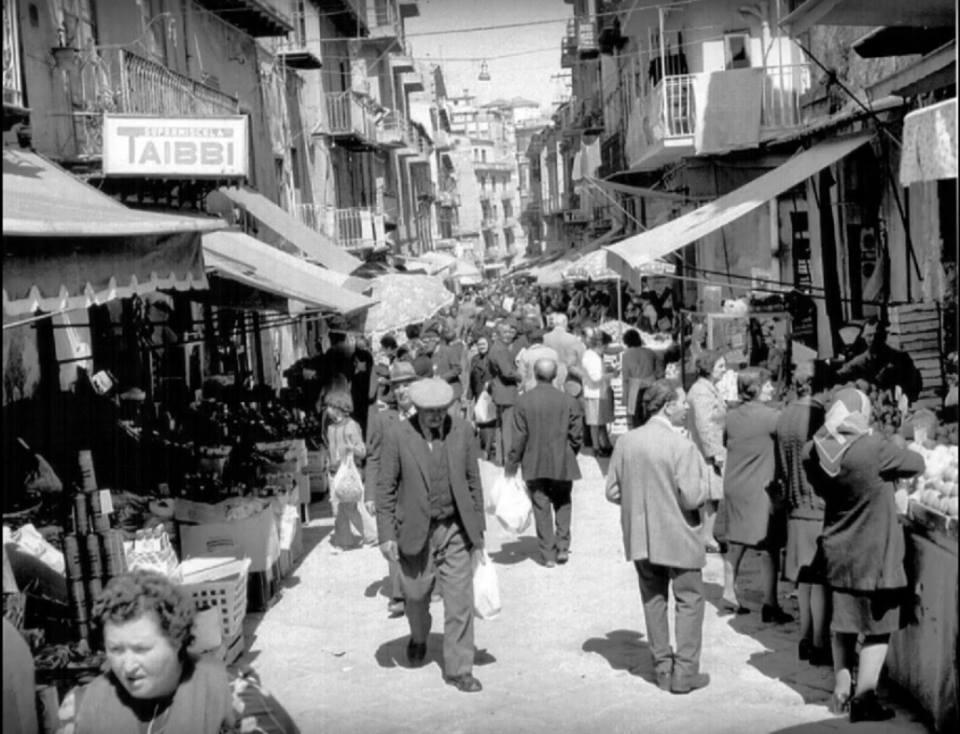
Il mercato Strata 'a foglia negli anni 60

Nasce nel 1500 nel quartiere di San Rocco, nell'attuale via Consultore Benintende.  Nel corso dei secoli la Strata 'a Foglia subì diverse modifiche. 
Solo di recente è stata regolamentata dal Comune la vendita esclusiva per i prodotti ortofrutticoli; ciò per impedire una deriva commerciale che negli ultimi anni aveva visto un aumento del commercio di prodotti non alimentari.
Nelle vicinanze della zona del mercato si trovano diversi palazzi nobiliari, poiché si trova proprio all'interno delle stradine del centro storico ed è circondato dalle due strade principali della Piazza. 
Oggi, la confusione delle voci che si accavallano e delle grida dei venditori è uno degli elementi che, maggiormente, caratterizza questo mercato nisseno.

## Caratteristiche

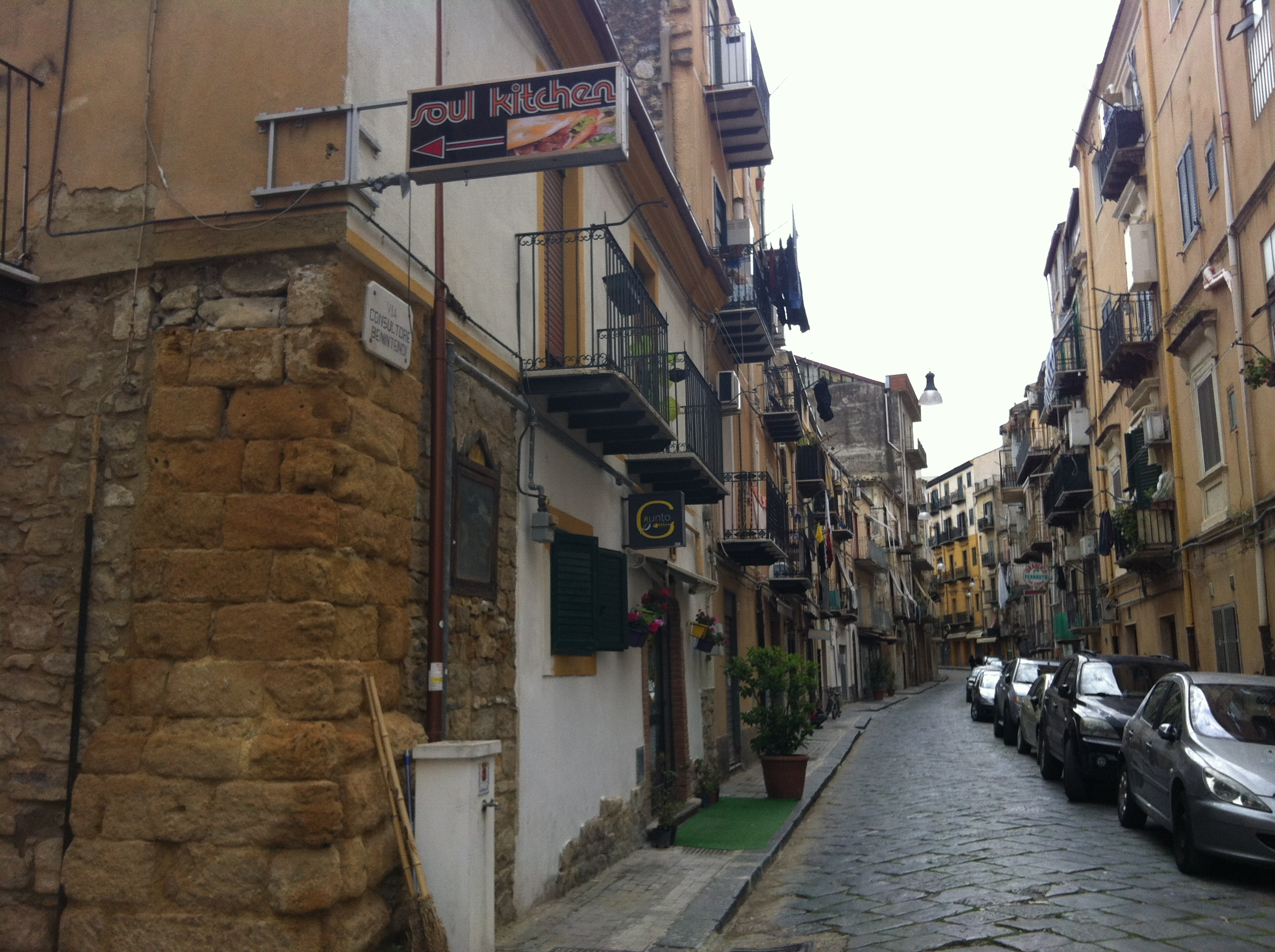
Il mercato Strata 'a foglia di domenica

Muovendosi all'interno del fitto intreccio di vicoli del mercato della Strata a' foglia si possono ritrovare tutti gli ingredienti della cucina siciliana.
Dopo la riqualificazione de La Grande Piazza nel 2012, è diventata una delle sedi della movida nissena. È possibile trovare molti locali notturni in cui si vende anche cibo da strada. Di giorno, il mercato vive grazie alle botteghe di frutta, verdura e alimentari; di notte, soprattutto nel periodo estivo, si popola di giovani. In particolare, si estende a partire dal "Punto G", sito in Piazza Mercato, fino a Palazzo Moncada. 
Nella via al numero civico 68 fu ospitato per un periodo Giorgio La Pira, noto politico e sindaco di Firenze durante gli anni Sessanta.

## Note

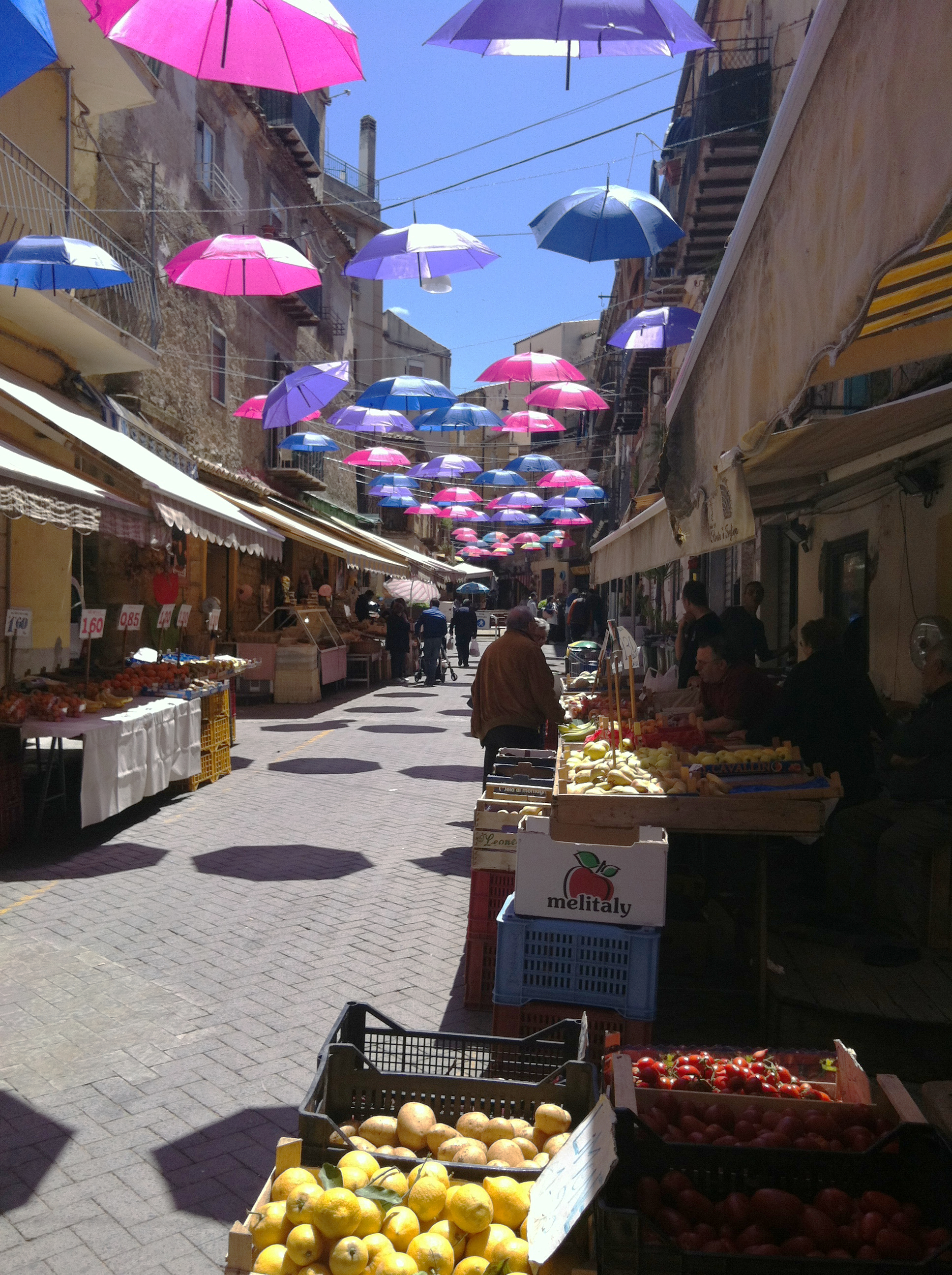
Il mercato Strata 'a foglia oggi